# Cheilosia baldensis
Cheilosia baldensis är en tvåvingeart som först beskrevs av Marcuzzi 1941.  Cheilosia baldensis ingår i släktet örtblomflugor, och familjen blomflugor.
Artens utbredningsområde är Italien. Inga underarter finns listade i Catalogue of Life.